# Lilia Vasilieva
Lilia Vasilieva (russe : Лилия Васильева; née le 3 avril 1967 à Moscou) est une fondeuse russe.

## Carrière
Elle débute en Coupe du monde en février 1996 et obtient son premier et unique podium individuel en novembre 2002 au dix kilomètres de Kuusamo.

## Palmarès

### Championnats du monde
- Val di Fiemme 2003 :
  - 9e du dix kilomètres classique.
  - 14e du quinze kilomètres

classique avec départ en ligne. 

### Coupe du monde
- Meilleur classement général : 28e en 2003.
- 1 podium individuel.
- 3 podiums en épreuve collective dont 1 victoire.